# Mario Party 4
Vous lisez un « bon article » labellisé en 2011.
Mario Party 4 (マリオパーティ 4, Mario Pātī Fō) est un jeu vidéo de type party game développé par Hudson Soft et édité par Nintendo. Il est le quatrième opus de la série et le premier à paraître sur GameCube. Mario Party 4 sort en Amérique du Nord le 21 octobre 2002 puis au Japon le 8 novembre 2002 et enfin en Europe et Australie le 29 novembre 2002. Il suit Mario Party 3 et précède Mario Party 5.
L'univers se passe dans le LudiCube avec Toad, Koopa Troopa, Maskass, Goomba et Boo. Le joueur a le choix entre huit personnages, tous issus de la série Mario. Il peut ensuite contrôler son personnage sur six plateaux ressemblant à des jeux de société et ayant chacun un thème. Le but du jeu est d'obtenir le plus d'étoiles en les achetant sur une case prédéfinie. Chaque mouvement d'un personnage est contrôlé par un dé et ne peut bouger qu'une fois par tour. Ce tour se termine lorsque tous les personnages ont frappé le dé et par un mini-jeu qui permet aux personnages de gagner des pièces, indispensables pour acheter des objets ou des étoiles.
Mario Party 4 a généralement reçu des critiques mitigées, certains regrettant le manque d'originalité et la longueur des parties. Le jeu gagne le prix du jeu familial de l'année lors des Interactive Achievement Awards de 2003.
L'apparence de Daisy a été entièrement refaite et ne changera plus par la suite.

## Système de jeu
Comme tous les épisodes de la série, Mario Party 4 est un party game. Il se base sur le système d'un jeu de société où quatre personnages issus de la série Mario peuvent y participer. Ils peuvent être contrôlés soit par le joueur, soit par l'intelligence artificielle. Le monde se passe dans le LudiCube et le joueur a le choix entre huit personnages différents bien qu'il n'y ait aucune différence dans le système de jeu. Les joueurs peuvent décider de jouer individuellement, en paire ou alors en 1 contre 3. Comme la plupart des jeux de société, le personnage doit frapper un dé (numéroté de 1 à 10) pour déterminer le nombre de cases qu'il peut franchir et à la fin du tour (lorsque tous les personnages se sont déplacés), les personnages participent à un mini-jeu, qui récompense le gagnant de quelques pièces. Lorsqu'ils ont le nombre requis de pièces, ils peuvent acheter une étoile et le gagnant est celui qui a récolté le plus d'étoiles à la fin du jeu. La durée d'une partie varie selon le nombre de mini-jeux et d’événements. Les étoiles ne sont vendues qu'à un endroit spécifique qui change au fur et à mesure qu'un personnage en achète. Trois étoiles supplémentaires peuvent être obtenues dans le mode « Bonus » et sont décernées au personnage qui a gagné le plus de mini-jeux, le plus de pièces ou participé au plus d’événements. Ce mode contient aussi des blocs cachés qui donnent des pièces ou des étoiles lorsqu'un personnage les trouve.
Mario Party 4 propose six plateaux de jeu qui tiennent chacun leur nom d'un personnage secondaire de Mario (Goomba par exemple). Chaque plateau a un thème qui se rapporte à son personnage associé et fait figurer plusieurs éléments qui s'y rapportent comme la roulette dans le Casino Goomba. Le plateau se présente sous forme d'un chemin dans lequel le personnage peut se déplacer et choisir sa direction à certains carrefours. Le plateau contient plusieurs boutiques qui sont placées à divers endroits sur la carte. Il y a par exemple la loterie, dans laquelle le joueur peut gagner un prix, et la maison de Boo où le personnage peut demander à Boo de voler des pièces ou une étoile à un adversaire. Le chemin qu'empruntent les personnages est parsemé de cases le plus souvent bleues et rouges qui permettent soit de gagner soit de perdre des pièces. Il y a d'autres cases comme les cases Champi qui permettent au joueur soit d'attraper un Mini Champi soit un Méga Champi. Le Méga Champi permet au personnage de grandir et d'écrabouiller ses adversaires en leur prenant des pièces mais il ne peut pas s'arrêter aux boutiques ni acheter une étoile. Le Mini Champi réduit le personnage et lui permet de rejoindre d'autres parties du plateau via des tuyaux. Il y a aussi d'autres objets comme la lampe du génie qui permet au personnage d'accéder directement à l'étoile grâce à un génie s'il a le nombre de pièces requises.
Les mini-jeux sont relativement courts et les personnages doivent remplir un objectif comme attraper des papillons, tirer des pénalties ou arriver le premier dans une course dans le but de gagner des pièces. Les mini-jeux débloqués dans le mode principal sont également disponibles dans un mode dédié, où le joueur peut jouer aux mini-jeux qu'il souhaite. Ceux-ci sont divisés en sept catégories : « 4 joueurs », « 1 vs. 3 », « 2 vs. 2 », « Bataille », etc. Les trois premières sont les plus courantes et sont sélectionnées à la fin de chaque tour tandis que les mini-jeux « Bataille » ne sont accessibles que si le personnage tombe sur la case correspondante. Contrairement aux autres, chaque joueur doit donner des pièces et les récupérer voire en gagner plus. Il y a aussi d'autres groupes rares de mini-jeux comme ceux de Bowser, où le perdant doit donner un certain nombre de pièces décidé par Bowser et les mini-jeux, accessibles uniquement sous l'emprise d'un Mini Champi. Il y a aussi un dernier groupe qui n'est pas disponible dans des conditions normales mais dans l'« Extra Room » avec Thwomp et Whomp.
Le jeu possède une trame. Tous les personnages jouables fêtent leurs anniversaires. Pour cette occasion, les personnages secondaires (Toad, Koopa Troopa, Maskass, Goomba et Boo) créent le « LudiCube » et lancent un défi à chaque personnage : visiter chaque plateau de jeu et gagner chaque partie pour que chaque maître de plateau offre un cadeau au vainqueur. Le jeu comporte huit personnages jouables : Mario, Luigi, Peach, Daisy, Yoshi, Donkey Kong, Wario et Waluigi. Ces huit personnages reçoivent des cadeaux qui leur sont spécifiques. Une fois tous les cadeaux obtenus, Toad annonce que le personnage a droit à une grande surprise mais au moment de lui révéler, Bowser, qui compte bien gâcher la fête, arrive et enlève le personnage sur son plateau de jeu.
Ce jeu marque la dernière apparition de Donkey Kong jouable avant qu'il ne revienne dans Mario Party 10. Dans la suite de la série, il s'occupe d'un groupe de mini-jeux de la même façon qu'avec Bowser. Il est jouable dans un mode spécial dans Mario Party 5.

## Développement
Mario Party 4, comme tous les jeux de la série Mario Party jusqu'à Mario Party 9, a été développé par Hudson Soft et édité par Nintendo. Le jeu a été annoncé pour la première fois lors d'une conférence de presse à Tokyo en 2002 par Shigeru Miyamoto et Satoru Iwata. Il a fait partie des jeux de Nintendo devant sortir en 2002, considérée par eux comme la « meilleure année ». Nintendo présente une démo jouable à l'E3 2002 avec un nombre limité de mini-jeux. Le développement du jeu est dirigé par Hiroshi Yamauchi tandis que la production est assurée par Satoru Iwata, Hiroshi Kudo, Shinichi Nakamoto et Shinji Hatano. La musique a été composée par Ichiro Shimakura. Charles Martinet prête sa voix à Mario, Luigi, Wario et Waluigi, Jen Taylor à Peach, Daisy et Toad et Kazumi Totaka à Yoshi. Ils ont tous les trois déjà prêté leurs voix dans d'autres jeux de la série.

## Accueil
Mario Party 4 reçoit des avis mitigés par les critiques qui regrettent le manque d'originalité mais louent les mini-jeux,. Ryan Davis de GameSpot salue les mini-jeux mais remarque que « les joueurs qui se sont déjà épuisés sur les Mario Party précédents ne reviendront pas en arrière ». Tom Bramwell d'Eurogamer complimente la variété de thèmes présents sur les plateaux de jeu, mais pense qu'ils sont trop importants et engendrent un « rythme glacial » quand il est couplé avec les animations du plateau. IGN complimente les plateaux et les thèmes propres à chacun qui aident à « atténuer la monotonie ». Les critiques apprécient les commandes dans les mini-jeux pour leur simplicité, car les actions sont simples et se réduisent à appuyer sur des boutons,. De nouvelles fonctionnalités, comme le champi, reçoivent un accueil négatif de plusieurs critiques déçus de ne pas pouvoir entrer dans des boutiques ou acheter des étoiles avec des personnages géants.
Les critiques saluent le mode multijoueur, en particulier lorsqu'ils le comparent au mode Solo. Ils pensent que ce dernier attire des populations différentes et en font « un jeu 'tout public' ». Inversement, ils critiquent le « Story mode » qui ralentit l'action déjà très longue, à l'« allure d'escargot ». De plus, les critiques déplorent que l'intelligence artificielle soit un facteur de déséquilibre dans le jeu, à cause de la disponibilité aléatoire de certains objets puissants qui donne un avantage injuste à certains joueurs. La case de la fortune, qui fait parfois échanger des pièces et des étoiles entre deux joueurs, est aussi critiquée pour les mêmes raisons car elle pénalise les joueurs qui étaient dans une bonne situation. Du côté français, on apprécie, au contraire, ces retournements de situation qui rendent la partie amusante,. Les critiques donnent des avis positifs sur les mini-jeux essentiellement pour leur simplicité, mais aussi sur la possibilité de faire des groupes car elle donne une nouvelle dynamique au système de jeu. Cependant, Tom Bramwell fait remarquer que « cela peut sembler bizarre de s'allier avec ses ennemis dans ces cas là ».
La plupart des critiques remarquent une amélioration des graphismes par rapport à ses prédécesseurs,, et particulièrement les graphismes des mini-jeux. Même si IGN remarque que graphiquement « il y a une énorme amélioration depuis le dernier produit de la franchise », il en vient à dire que les graphismes sont « moitié bons moitié mauvais ». GameSpot se plaint des animations des personnages qui sont « un peu sans vie » et du caractère inesthétique des plateaux de jeu. Les sons du jeu obtiennent une réaction ambivalente : les critiques apprécient la musique mais pas les phrases « agaçantes » des personnages. Même si elle n'est pas mémorable, la musique combat la nature fantasque du jeu. Mario Party 4 gagne le prix du jeu familial de l'année aux Interactive Achievement Awards de 2003. Le jeu s'est vendu à 2,5 millions d'exemplaires dans le monde dont 1,1 million en Amérique du Nord et 917 426 au Japon,. Mario Party 4 s'est approximativement aussi bien vendu que ses prédécesseurs mais plus que ses successeurs à l'exception de Mario Party DS, Mario Party 8 et Mario Party 9.